# Louis Krages
Louis Krages, även känd under pseudonymen John Winter, född den 12 augusti 1949 i Bremen, död den 11 januari 2001 i Atlanta, Georgia, var en tysk affärsman och racerförare.
Krages tävlade flera säsonger i Interserie under pseudonym, för att dölja sin medverkan för familjen. Han avslöjades när han vann Le Mans 24-timmars 1985 med Joest Racing. Krages fortsatte att köra för Joest och vann Daytona 24-timmars 1991. Han tävlade även i Deutsche Tourenwagen Meisterschaft.
Efter förarkarriären emigrerade han till USA. Personliga och affärsmässiga problem slutade med att Krages tog sitt eget liv.

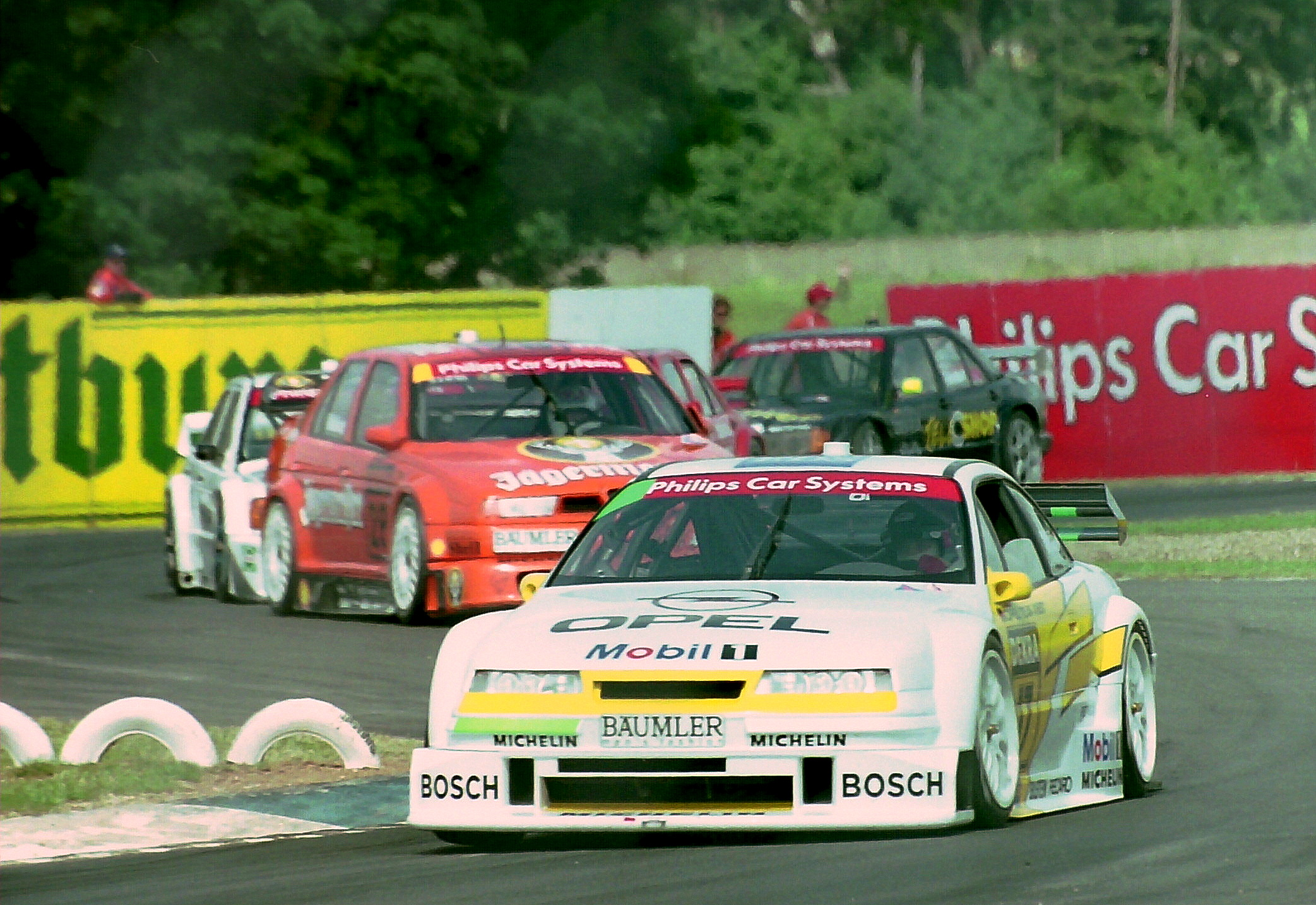
"John Winter" i en Opel Calibra på Donington Park 1994.